# Partit Laborista Australià
El Partit Laborista Australià (en anglès: Australian Labor Party) (Normalment abreujat com ALP) és un partit polític australià. Ha estat en oposició al govern federal australià des de 2013. Bill Shorten, és el líder parlamentari federal del partit. El seu nom deriva dels seus vincles en els seus orígens amb el moviment sindical. Encara que els australians normalment escriuen la paraula "laborista" amb la grafia britànica (labour), en el nom del partit apareix segons la norma nord-americana, amb la terminació -or (labor).
Als parlaments estatals i dels territoris, el Partit Laborista governa a Austràlia del Sud, Tasmània i el Territori de la Capital Australiana. Es presenta com un partit de centre-esquerra. El principal oponent del partit és la Coalició Liberal-Nacional, amb qui competeix per càrrecs polítics a nivell federal, estatal i local.

## Història
El Partit Laborista va ser fundat com un partit federal abans de la primera sessió del Parlament australià en 1901, però descendeix d'altres partits laboristes, fundats en les variades colònies australianes per l'emergent moviment laborista a Austràlia, que es va iniciar formalment en 1891. El partit és, en conseqüència, el partit polític més antic del país. Els partits laboristes colonials van disputar escons parlamentaris propis des de 1891, i els escons federals que es van originar arran de la formació de la federació, des de l'elecció federal de 1901. El laborista va ser el primer partit polític a Austràlia a guanyar la majoria dels escons en cadascuna de les cambres del Parlament australià, en l'elecció federal de 1910. El partit antecedeix al Partit Laborista Britànic i al Partit Laborista de Nova Zelanda en formació, accés al govern i implementació de polítiques públiques. John Brumby, un dels membres del partit, a arribar a ser Premier després de la dimissió de Steve Bracks.

### Governs de Rudd i Gillard (2006-2013)
El 4 de desembre de 2006 Kevin Rudd va guanyar l'elecció com a líder del partit per 49 vots contra 39 per a Beazley. i en les eleccions federals australianes de 2007 el partit va obtenir 83 escons i el 52.7% del vot nacional. Líder Kevin Rudd va vèncer a John Howard, primer ministre en 1996-2007, aconseguint la primera victòria laborista en una elecció federal des de 1993. Va ser remplaçat per Julia Gillard el juny de 2010, després de tensions en el partit i la pèrdua d'aprovació pública. Gillard es va convertir en la primera dona en el càrrec en la història d'Austràlia. Gillard va convocar eleccions anticipades en agost de 2010 resultant en el primer parlament sense majoria absoluta des de 1949, però Gillard va mantenir la seva posició com a primera ministra després d'obtenir la confiança de 4 dels cinc diputats independents, i va formar un govern en minoria. Tensions entre el partit, la possibilitat que Rudd es llançaria per al lloc i anivellis aprovació baixos, van afectar el govern durant aquest període. El juny de 2013, Rudd va emergir victoriós en l'elecció interna per a líder, després d'un intent fallat en 2011 i Gillard es va retirar com a primera ministra.

### Pas a l'oposició
A les eleccions federals australianes de 2013 el partit va perdre el seu mandat. Rudd, es va retirar i Chris Bowen va ocupar la posició de líder temporalment fins que Bill Shorten va vèncer a Anthony Albanese en l'elecció per líder laborista, que va incorporar per primera vegada, el vot popular amb afilició al partit. Els vots demonstraren diferències notables, amb Shorten obtenint 64.0% del vots parlamentari, mentre Albanese va obtenir 59.9% del vot públic.

### Govern d'Albanese (2022-)
A les eleccions federals australianes de 2022, Anthony Albanese va portar a l'ALP a una victòria per majoria absoluta contra Scott Morrison, de la coalició Liberal-Nacional, fent història com el primer italoaustralià a esdevenir primer ministre. Albanese va convocar eleccions poc abans de ls finalització dels tres anys del seu mandat.

## Resultats electorals

### Cambra de Representants
| Any  | Líder            | Vots      | %    | Escons   | ±  | Pos. | Govern                  |
| ---- | ---------------- | --------- | ---- | -------- | -- | ---- | ----------------------- |
| 1901 | Cap              | 79,736    | 15.8 | 14 / 75  | 14 | 3r   | Suport extern           |
| 1903 | Chris Watson     | 223,163   | 31.0 | 22 / 75  | 7  | = 3r | Suport extern (1903–04) |
| 1903 | Chris Watson     | 223,163   | 31.0 | 22 / 75  | 7  | = 3r | Minoria (1904)          |
| 1903 | Chris Watson     | 223,163   | 31.0 | 22 / 75  | 7  | = 3r | Oposició (1904–05)      |
| 1903 | Chris Watson     | 223,163   | 31.0 | 22 / 75  | 7  | = 3r | Suport extern (1905–06) |
| 1906 | Chris Watson     | 348,711   | 36.6 | 26 / 75  | 4  | 1r   | Suport extern (1906–08) |
| 1906 | Chris Watson     | 348,711   | 36.6 | 26 / 75  | 4  | 1r   | Minoria (1908–09)       |
| 1906 | Chris Watson     | 348,711   | 36.6 | 26 / 75  | 4  | 1r   | Oposició (1909–10)      |
| 1910 | Andrew Fisher    | 660,864   | 50.0 | 42 / 75  | 16 | = 1r | Majoria                 |
| 1913 | Andrew Fisher    | 921,099   | 48.5 | 37 / 75  | 5  | 2n   | Oposició                |
| 1914 | Andrew Fisher    | 858,451   | 50.9 | 42 / 75  | 5  | 1r   | Majoria                 |
| 1917 | Frank Tudor      | 827,541   | 43.9 | 22 / 75  | 20 | 2n   | Oposició                |
| 1919 | Frank Tudor      | 811,244   | 42.5 | 26 / 75  | 4  | = 2n | Oposició                |
| 1922 | Matthew Charlton | 665,145   | 42.3 | 29 / 75  | 3  | 1r   | Oposició                |
| 1925 | Matthew Charlton | 1,313,627 | 45.0 | 23 / 75  | 6  | 2n   | Oposició                |
| 1928 | James Scullin    | 1,158,505 | 44.6 | 31 / 75  | 8  | 1r   | Oposició                |
| 1929 | James Scullin    | 1,406,327 | 48.8 | 46 / 75  | 15 | = 1r | Majoria                 |
| 1931 | James Scullin    | 859,513   | 27.1 | 14 / 75  | 32 | 3rd  | Oposició                |
| 1934 | James Scullin    | 952,251   | 26.8 | 18 / 74  | 4  | 2n   | Oposició                |
| 1937 | John Curtin      | 1,555,737 | 43.2 | 29 / 74  | 11 | 1r   | Oposició                |
| 1940 | John Curtin      | 1,556,941 | 40.2 | 32 / 74  | 3  | = 1r | Oposició (1940–41)      |
| 1940 | John Curtin      | 1,556,941 | 40.2 | 32 / 74  | 3  | = 1r | Minoria (1941–43)       |
| 1943 | John Curtin      | 2,058,578 | 49.9 | 49 / 74  | 17 | = 1r | Majoria                 |
| 1946 | Ben Chifley      | 2,159,953 | 49.7 | 43 / 75  | 6  | = 1r | Majoria                 |
| 1949 | Ben Chifley      | 2,117,088 | 46.0 | 47 / 121 | 4  | 2n   | Oposició                |
| 1951 | Ben Chifley      | 2,174,840 | 47.6 | 52 / 121 | 5  | 1r   | Oposició                |
| 1954 | H. V. Evatt      | 2,280,098 | 50.0 | 57 / 121 | 5  | = 1r | Oposició                |
| 1955 | H. V. Evatt      | 1,961,829 | 44.6 | 47 / 122 | 10 | 2n   | Oposició                |
| 1958 | H. V. Evatt      | 2,137,890 | 42.8 | 45 / 122 | 2  | = 2n | Oposició                |
| 1961 | Arthur Calwell   | 2,512,929 | 47.9 | 60 / 122 | 15 | 1r   | Oposició                |
| 1963 | Arthur Calwell   | 2,489,184 | 45.5 | 50 / 122 | 10 | 2n   | Oposició                |
| 1966 | Arthur Calwell   | 2,282,834 | 40.0 | 41 / 124 | 9  | = 2n | Oposició                |
| 1969 | Gough Whitlam    | 2,870,792 | 47.0 | 59 / 125 | 18 | 1r   | Oposició                |
| 1972 | Gough Whitlam    | 3,273,549 | 49.6 | 67 / 125 | 8  | = 1r | Majoria                 |
| 1974 | Gough Whitlam    | 3,644,110 | 49.3 | 66 / 127 | 1  | = 1r | Majoria (1974–75)       |
| 1974 | Gough Whitlam    | 3,644,110 | 49.3 | 66 / 127 | 1  | = 1r | Oposició (1975)         |
| 1975 | Gough Whitlam    | 3,313,004 | 42.8 | 36 / 127 | 30 | 2n   | Oposició                |
| 1977 | Gough Whitlam    | 3,141,051 | 39.7 | 38 / 124 | 2  | = 2n | Oposició                |
| 1980 | Bill Hayden      | 3,749,565 | 45.2 | 51 / 125 | 13 | = 2n | Oposició                |
| 1983 | Bob Hawke        | 4,297,392 | 49.5 | 75 / 125 | 24 | 1r   | Majoria                 |
| 1984 | Bob Hawke        | 4,120,130 | 47.6 | 82 / 148 | 7  | = 1r | Majoria                 |
| 1987 | Bob Hawke        | 4,222,431 | 45.8 | 86 / 148 | 4  | = 1r | Majoria                 |
| 1990 | Bob Hawke        | 3,904,138 | 39.4 | 78 / 148 | 8  | = 1r | Majoria                 |
| 1993 | Paul Keating     | 4,751,390 | 44.9 | 80 / 147 | 2  | = 1r | Majoria                 |
| 1996 | Paul Keating     | 4,217,765 | 38.7 | 49 / 148 | 31 | 2n   | Oposició                |
| 1998 | Kim Beazley      | 4,454,306 | 40.1 | 67 / 148 | 18 | 1r   | Oposició                |
| 2001 | Kim Beazley      | 4,341,420 | 37.8 | 65 / 150 | 2  | 2n   | Oposició                |
| 2004 | Mark Latham      | 4,408,820 | 37.6 | 60 / 150 | 5  | = 2n | Oposició                |
| 2007 | Kevin Rudd       | 5,388,184 | 43.4 | 83 / 150 | 23 | 1r   | Majoria                 |
| 2010 | Julia Gillard    | 4,711,363 | 38.0 | 72 / 150 | 11 | = 1r | Minoria                 |
| 2013 | Kevin Rudd       | 4,311,365 | 33.4 | 55 / 150 | 17 | 2n   | Oposició                |
| 2016 | Bill Shorten     | 4,702,296 | 34.7 | 69 / 150 | 14 | 1r   | Oposició                |
| 2019 | Bill Shorten     | 4,752,110 | 33.3 | 68 / 151 | 1  | = 1r | Oposició                |
| 2022 | Anthony Albanese | 4,776,030 | 32.6 | 77 / 151 | 9  | = 1r | Majoria                 |